# Парцы
Парцы — деревня в Кадошкинском районе Мордовии в составе Кадошкинского городского поселения.

## География
Находится на расстоянии примерно 12 километров по прямой на север-северо-восток от районного центра города Кадошкино.

## История
Упоминается с 1869 года как деревня Новая Рязановка.

## Население
| 2002 | 2010 |
| ---- | ---- |
| 11   | ↘3   |

Постоянное население составляло 11 человек (русские 91 %) в 2002 году, 3 в 2010 году.